# Johann Georg Bechtold
Johann Georg Bechtold (* 24. Juli 1732 in Darmstadt; † 15. Oktober 1805 in Gießen) war ein deutscher Philosoph, Literaturwissenschaftler, Rhetoriker und lutherischer Theologe.

## Leben
Der Sohn eines Proviantkommissars besuchte das Pädagogium seiner Heimatstadt und studierte von 1748 bis 1756 an der Universität Gießen und Jena. Am 12. Juli 1755 wurde er in Gießen  Stipendiatenmajor. Am 19. Oktober 1757 erwarb er den akademischen Grad eines Magisters der philosophischen Wissenschaften und 1759 wurde er außerordentlicher Professor der Philosophie an der Universität Gießen. Nachdem er 1760 Ephorus der fürstlichen Stipendiaten geworden war, wurde er am 16. April 1761 Burgprediger in Gießen, übernahm 1662 die ordentliche Professur der Philosophie sowie gleich darauf die Professur der Rhetorik und Poesie. Am 19. August 1765 wurde er zum Doktor der Theologie promoviert.
Zum Jahresende 1765 wurde er ordentlicher vierter Professor der Theologie, stieg im Folgejahr zum Konsistorialassessor auf, wurde 1768 dritter Professor und damit verbunden Superintendent der Alsfelder Diözese. Nachdem er 1771 dritter Professor und damit verbunden Superintendent der Marburger Diözese geworden war, ernannte man ihn 1786 zum ersten Superintendenten von Gießen, Prediger an der Gießner Stadtkirche und ersten Professor der Theologie. Für seine Verdienste um das Schulwesen ernannte man ihn 1803 zum Kirchen- und Schulrat.
Bechtold war ein aufgeklärter Theologe, der sich in seinen literarischen Veröffentlichungen lutherisch orthodox gab, während er dem Zeitalter der Aufklärung gegenüber aufgeschlossen war. Der in seiner Zeit umstrittene Theologe hatte unter anderem die Berufung Karl Friedrich Bahrdts nach Gießen betrieben, wobei er seinen nicht unwesentlichen Einfluss bei der Darmstädter Regierung einsetzte. Bechtold ist auch als Kirchenlieddichter und Komponist geistlicher Lieder in Erscheinung getreten. Da er die wachsende Bedeutung der deutschen Sprache erkannte, gründete er 1763 eine „Teutsche Gesellschaft“.

## Werke
- Oratio de iis, quae circa constituendam linguam perfectissimam S. philos. Sunt observanda. Gießen 1760
- Progr. Die gerechten Ansprüche würdiger Regenten und das demütige Lob ihrer Unterthanen. Gießen 1764
- Diss. quae in doctrina de praescientia futorum contingentium theologi vitare facereque prudenter soleant. Gießen 1765
- Progr. von einigen Haupthindernissen der geistlichen Beredsamkeit in unsern Tagen. Gießen 1765
- Reformatorum Deus, peccatores indurans, a sana ratione abhorrens, et sacro codici ignotus. Partes III. Gießen 1767–1772
- Rede auf die Vermählung des Kronprinzen Friedrich Wilhelm von Preussen mit der Prinzessin Fridericke Luise von Hessen Darmstadt. Gießen 1769
- Progr. Examen sententiae Taylorianae de Christi piaculo pro hominibus lapsis justitiae divinae, ecclesiae nostrae recens commendatae. Gießen 1774
- Meletema acad. Veram ecclesiae nostrae de supernaturalibus gratiae auxiliis sententiam Juckhemianis a depravationibus vindicans. Gießen 1776
- Progr. Ad Eph. IV, 7-10. Gießen 1777
- D. Luther de divinae gratiae auxiliis etiam ratione modi operandi supernatualibus, doctrina fundamento biblico minime destituta. Gießen 1777
- Progr. Que sensu lex de inimicis diligendis Matth. 5, 44 nova nominari Christi praescriptio posit? Gießen 1777
- Melementa acad. An Actor. IV, 24. Spiritus S. dicatur universi creator. Gießen 1780
- Progr. vindicationem orculi 1. Joh. II, 1.2. a comment Telleriane sistens. Gießen 1780
- Progr. III vim fidei mortalium ad salutem comparatam contra b. Toellnerum sistens. Gießen 1780, 1781
- Dilucidationes theologicae, Ven. Lessii quibusdam propositionibus moralibus nuper aspersam labem fortassis abstersurae. Gießen 1781
- Wiederholte Apologie der Lessischen Moral, was die Lehrer vom Gottesdienste der Christen und einige andere zum Theil damit verwandte Materialien betrift. Frankfurt 1781
- Antrittspredigt am Sonntag Estomihi 1786 über Röm. I, 16 in der Stadtkirche von Giessen gehalten. Gießen 1786
- Trauerrede auf den Tod Ludwig IX. Landgraf von Hessen. Gießen 1790
- Materialien zu Beförderung eines rein biblisch-pracktischen Volksunterrichts in der christlichen Glaubenslehre, für Prediger und Katecheten. 3. Bde. Lemgo 1798–1801
- Aeltere und neuere biblische Geschichte; ein Lesebuch für angehende Christen, zur Aufrichtung und Beförderung ihres Glaubens an Gott, Vorsehung und geoffenbarte Religion. 4. Bde. Gießen 1789–1792
- Sammlung religiöser Lieder. Lemgo 1799 (meist von ihm selbst verfasst, mit einem Anhang zu dessen Materialien für den biblisch-praktischen Volksunterricht in der christlichen Glaubenslehre des ersten Teils)